# Aeroportul Lee
Aeroportul Lee (IATA: ANP, ICAO: KANP, FAA LID: ANP) este un aeroport din Comitatul Anne Arundel, Maryland, Statele Unite ale Americii ce deservește zona Annapolis. Aeroportul a fost tranzitat în 2019 de 8 pasageri.
Situat la o altitudine de 10 m, aeroportul dispune de 1 pistă.

## Infrastructură

### Piste
Aeroportul dispune de o singură pistă. Pista 12/30 are suprafața de asfalt și dimensiunile 2.500 picioare × 48 picioare. 